# 1974 Caupolican
1974 Caupolican је астероид главног астероидног појаса чија средња удаљеност од Сунца износи 3,161 астрономских јединица (АЈ).
Апсолутна магнитуда астероида је 12,7.